# Explosió de pols

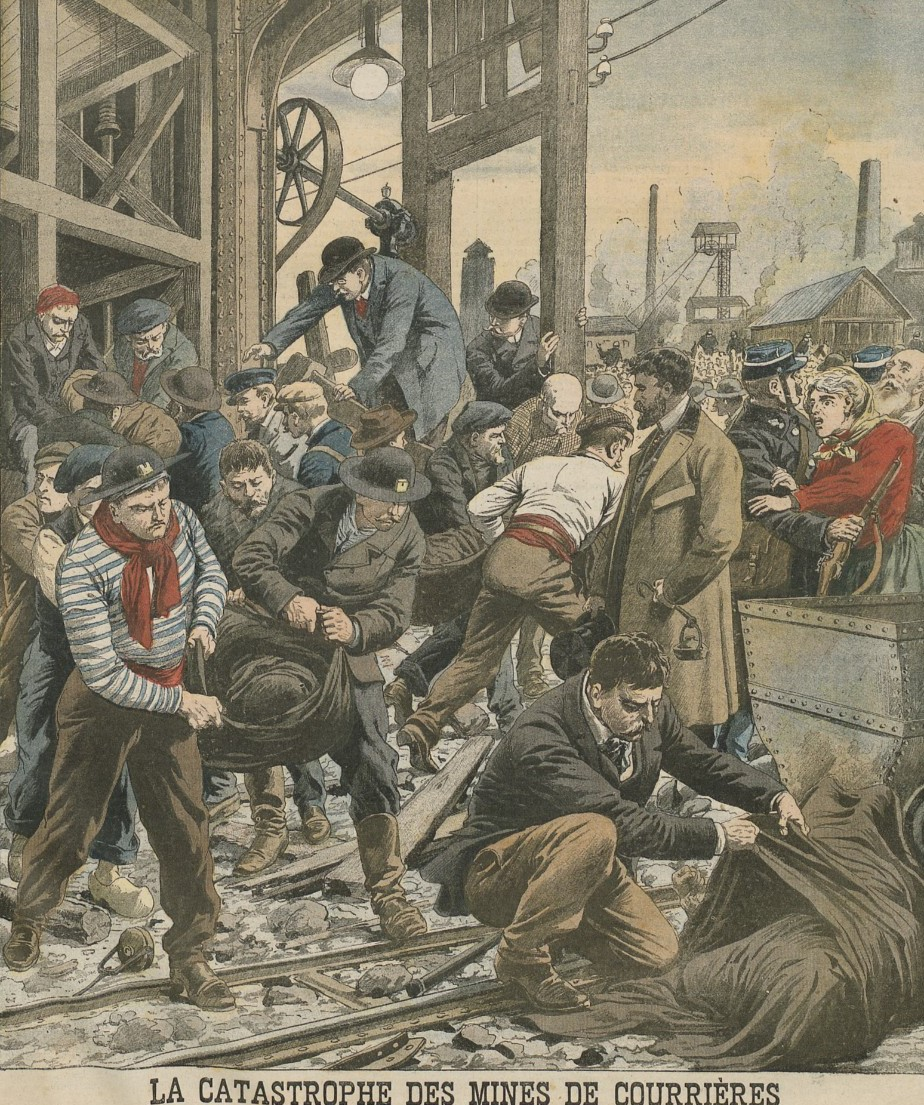
Il·lustració de Le Petit Journal del desastre miner per explosió de pols de la mina de Courrières

Les explosions de pols es produeixen per un conjunt de fines partícules de pols, especialment de la pols de carbó, però també per pols d'altres materials com la pols de cereals emmagatzemats en sitges o altres llocs tancats.
La pols de carbó es pot crear durant l'extracció, el transport o el maneig mecànic del carbó. La pols de carbó són altament inflamables i es troben durant les explotacions de les mines de carbó.
Les partícules de carbó en suspensió en l'aire són la causa d'explosions i es creu que aquesta va ser la causa de la catàstrofe de Courrières ocorreguda a principi del segle XX i que va matar a 1099 persones.
Les tècniques modernes d'extraccions mecàniques del carbó, aparegudes a partir de la dècada de 1930, usant el martell picador van augmentar la producció de pols de carbó i al mateix temps la pols de carbó és l'origen de la malaltia professional de la silicosi.
Un dels principals riscos està relacionat amb l'estat de partícula fina: en efecte, el carbó necessita la presència d'aire per cremar i en partícula fina la pols presenta una gran superfície de contacte amb l'aire (vegeu superfície específica).

## Lluita i protecció
Els miners utilitzen diverses tècniques :
- evitar les flames nues especialment utilitzen làmpades de miner del tipus Davy
- pintar els murs amb calç i humidificar les galeries per fixar la pols
- posar sacs d'aigua o de sorra en equilibri inestable.

## Condicions de l'explosió de pols
Hi ha quatre condicions necessàries per una explosió de pols o deflagració:
1. Un combustible en pols
2. La pols se suspèn en l'aire en una alta concentració
3. Hi ha un oxidant (típicament oxigen atmosfèric)
4. Hi ha una font d'ignició[1]